# Плаховка (Путивльский район)
Плаховка (укр. Плахівка) — село,
Бобинский сельский совет,
Путивльский район,
Сумская область,
Украина.
Код КОАТУУ — 5923880405. Население по переписи 2001 года составляло 16 человек.

## Географическое положение
Село Плаховка находится в верховьях балки Попов Ложок.
На расстоянии в 1 км расположены сёла Алябьево и Бобино.
По селу протекает пересыхающий ручей с запрудой.
Рядом проходит автомобильная дорога Т-1908.